# LXQt
Az LXQt Linuxra írt szabad és nyílt forráskódú asztali környezet, a többivel összehasonlítva alacsony erőforrásigénnyel. Az LXDE és a Razor-qt projektek összeolvadásával jött létre.
Többek között a következő Linux-disztribúciók ajánlanak LXQt-alapú asztali környezetet alapértelmezettként: Lubuntu, Manjaro, Fedora és a SparkyLinux, míg más disztribúciók, mint a Debian és az OpenSUSE felkínálják ezt az asztalbeállítást a telepítés során.

## Története
Mivel a GTK 3-mal elégedetlen volt az LXDE fenntartója, a Qt-vel megismerkedő Hung Zsen-jü (洪任諭, Hóng Rèn Yù) 2013. március 26-án kiadta a Qt-alapú PCMan File Manager első változatát. Tisztázta, hogy ez nem jelent eltávolodást a GTK-tól az LXDE alatt, mert: „A GTK- és a Qt-változatok egymás mellett fognak élni.” Később átportolta az LXDE Xrandr front-endjét Qt-ra.
2013. július 3-án Hung Zsen-jü (洪任諭, Hóng Rèn Yù) bejelentette a teljes LXDE-környezet átportolását Qt alá. 2013. július 21-én a Razor-qt és az LXDE bejelentette, hogy úgy döntöttek, összevonják a két projektet. Ez azt jelentette, hogy a GTK- és a Qt-változatok egy rövid ideig együtt fejlődtek, de később elhagyták a GTK fejlesztését, és minden erőfeszítést a Qt port fejlesztésére összpontosítottak. Az LXDE-Qt és a Razor-qt összeolvadását átnevezték LXQt-re, az első, 0.7.0 számú verziót pedig 2014. május 7-én tették elérhetővé.
A 0.13-as verzió 2018. május 21-i megjelenésével az LXQt-projekt hivatalosan is szétvált az LXDE-től, és külön Github-projektként folytatta a fejlődését.

## Szoftverkomponensek
Az LXQt sok moduláris részből áll össze, néhány közülük megköveteli a Qt-t és a KDE Frameworks 5-öt.
| Összetevő            | Követelmények (a Qt mellett) | Megjegyzés                                                                                                  |
| -------------------- | ---------------------------- | --- |
| qterminal            |                              | Az LXQt számára fejlesztett parancssor                                                                      |
| Falkon               |                              | webböngésző                                                                                                 |
| sddm                 |                              | QML-ben fejlesztett kijelzőkezelő                                                                           |
| lximage-qt           |                              | képnézegető                                                                                                 |
| lxmenu-data          |                              | a freedesktop.org által megkövetelt asztali menükhöz szükséges fájlok                                       |
| lxqt-about           |                              | névjegyablak                                                                                                |
| lxqt-admin           |                              | rendszerkarbantartói eszköz                                                                                 |
| lxqt-archiver        |                              | fájl archiváló                                                                                              |
| lxqt-common          |                              | közös fájlok (grafikus fájlok, témák, grafikus bejelentkezés, stb.)                                         |
| lxqt-config          | KScreen (RandR)              | rendszerbeállítási központ                                                                                  |
| lxqt-globalkeys      |                              | Démon és a globális billentyűparancsok regisztrálására szolgáló programkönyvtár                             |
| lxqt-notificationd   |                              | értesítési démon                                                                                            |
| lxqt-openssh-askpass |                              | OpenSSH jelszóbekérő ablak                                                                                  |
| lxqt-panel           | Solid                        | asztali panel (taskbar)                                                                                     |
| lxqt-policykit       |                              | Polkit jogosultság-ellenőrző ágens                                                                          |
| lxqt-powermanagement | Solid                        | energiaellátási démon                                                                                       |
| lxqt-qtplugin        |                              | Qt platformintegrációs bővítmény (segítségével minden Qt-alapú program át tudja venni az LXQt beállításait) |
| lxqt-runner          |                              | alkalmazásindító                                                                                            |
| lxqt-session         |                              | munkamenetkezelő                                                                                            |
| lxqt-sudo            |                              | Grafikus előtétprogram a sudo/su számára                                                                    |
| menu-cache           |                              | |
| obconf-qt            |                              | Qt-ben írt Openbox konfigurációs eszköz                                                                     |
| pavucontrol-qt       | PulseAudio                   | A PulseAudio hangerőkezelője                                                                                |
| compton-conf         |                              | grafikus konfigurációs eszköz a Compton X ablakkezelő részére (metacity ⇒ xcompmgr ⇒ dcompmgr ⇒ Compton)    |
| pcmanfm-qt           |                              | fájlkezelő, a PCManFM Qt-ra portolt változata                                                               |
| qt-gtk-engine        |                              | a GTK 3 programok Qt stílusú témáiért felelős szolgáltatás                                                  |
| screengrab           |                              | képernyőkép készítő program                                                                                 |

## Verziótörténet
| LXQt-kiadás | LXQt-kiadás   | LXQt-kiadás |
| Verzió      | Kiadási dátum | Legfontosabb újítások |
| ----------- | ------------- | --- |
| 0.7         | 2014. 05. 07. | |
| 0.8         | 2014. 11. 13. | Teljes Qt 5 kompatibilitás |
| 0.9         | 2015. 02. 08. | Jelentős belső tisztítás, átstrukturálás. Megszűnt a Qt 4-gyel való kompatibilitása, innentől Qt 5 & KDE Frameworks 5-öt igényel. Most már Qt 5.3 a minimum követelmény. |
| 0.10        | 2015. 11. 02. | |
| 0.11        | 2016. 09. 24. | Arra válaszul, hogy egyes kritikák szerint a Qt-alapú programok sok memóriát igényelnek, ezt a változatot az Xfce-vel hasonlították össze, és arra jutottak, hogy hidegindítás után az LXQt memóriaigénye 112 MB volt, ami egy kicsivel kevesebb, mint amennyit az Xfce megkövetel. |
| 0.12        | 2017. 05. 21. | A minimális Qt verziószám 5.6.1 lett. |
| 0.13        | 2018. 05. 21. | Minden csomag fel lett készítve a Qt 5.11-es verziójára. |
| 0.14        | 2019. 01. 25. | |
| 0.15        | 2020. 04. 24. | |
| 0.16        | 2020. 11. 04. | Három új téma: Clearlooks, Leech és Kvantum. |
| 0.17        | 2021. 04. 15. | |
| 1.0.0       | 2021. 11. 05. | |
| 1.1.0       | 2022. 04. 15. | |
| 1.2.0       | 2022. 11. 5.  | |
| 1.3.0       | 2023. 04. 15. | |
| 1.4.0       | 2023. 11. 5.  | Az utolsó verzió amely Qt 5.15-ön alapul |
| 2.0.0       | 2024. 04. 15. | Az első verzió amely Qt 6.6-on alapul |
| 2.1.0       | 2024. 11. 5.  | |

## Fordítás
Ez a szócikk részben vagy egészben az LXQt című angol Wikipédia-szócikk ezen változatának fordításán alapul.  Az eredeti cikk szerkesztőit annak laptörténete sorolja fel. Ez a jelzés csupán a megfogalmazás eredetét és a szerzői jogokat jelzi, nem szolgál a cikkben szereplő információk forrásmegjelöléseként.